# BL・プリンセス
プリンセス（Princess ）は、イギリスの自動車メーカー・ブリティッシュ・レイランドが1975年から1984年まで生産した中型乗用車である。当初はオースチン・モーリス18/22（Austin/Morris 1800/2200）及びウーズレー（Wolseley）という名称であった。
1964年以来作られていたアレック・イシゴニス設計の前輪駆動車、オースチン/モーリス・1800/2200及びウーズレー・6の後継車種として登場したが、好みの分かれるスタイルに加え、デビューがイギリス自動車産業の退潮期と重なり品質低下に悩まされたため、2度にわたる名称変更や5ドア化を含む大規模なマイナーチェンジを行ったものの、結局、満足な販売実績を収めることが出来なかった。開発コードネームはADO71であった。

## 概要
ADO17との最大の相違はそのスタイリングで、全長・全幅・全高・ホイールベースはそれぞれ4,445mm/1,730mm/14,09mm/2,667mmである。これは、それぞれ4,200mm/1,700mm/1,410mm/2,700mmのADO17と比較すると長く・低く・幅広くなったうえにホイールベースが短縮されており、「陸上の蟹」（Landcrab）というニックネームが付けられていたADO17よりも通常の乗用車のプロポーションに近づいた。その意味では、より一般的な市場を狙ったはずであったが、オースチン・アレグロやトライアンフ・TR7/8のデザインでも知られるハリス・マンのスタイルは好悪が分かれる個性的なウェッジシェイプ（くさび形）で、同様に賛否両論となり、英国では「ザ・ウェッジ」という、まるでスーパーカーのようなニックネームが与えられた。ハリス・マンは当初からハッチバック5ドアでデザインしていたが、このクラスの車の購買層の反発を恐れた経営陣はトランク付きでの発売を決めた。ADO71が5ドアになるのは7年後、より上級のローバー・SD1が5ドアで登場してから6年も経った1982年に、「オースチン・アンバサダー」と再度改名された時であった。 こうした経緯のためか、フロント部分とトランク・テール部分のデザインは特にアンバランスで「別の人がお互い相談無しにデザインしたようだ」と酷評された。
エンジンやギアボックスはADO17と共通、従って同様に動力性能はマイルドであった。サスペンションはアレグロ同様、ADO16/17の前後関連式「ハイドロラスティック」サスペンションを改良したハイドラガスサスペンションが用いられ、目標としたシトロエン・CX並みの乗り心地はほぼ達成されたと評された。1975年当時でもまだこのクラスでは主流になっていなかったエンジン横置きの前輪駆動レイアウトと良いシートによる良好な居住性もあって、快適性がADO71の最大のセールスポイントとなっていた。
プリンセスの販売は当初こそ好調であったが、当時のBL製品に共通する品質低下から次第に人気が下降、1979年の第二次石油危機以降、中型車の人気が低下したこともあって不人気車となり、大規模なマイナーチェンジ前の1981年までの生産台数は224,942台に留まった。日本では正規輸入・販売はされていない。

## オースチン・モーリス18/22、ウーズレー(1975年3月-9月)
1975年3月26日に発表された時点では、先代のADO17同様にオースチン・モーリス・ウーズレーの各ブランドネームが与えられ、ヘッドライトがオースチンは異形角型ヘッドライト、モーリスとウーズレーは丸型4灯式、更にウーズレー(サブネーム無しで単に「ウーズレー」と呼ばれた)は専用グリルとベロア貼りの内装を持っていた。
エンジンはADO17のものを継承し、OHV4気筒1798ccのBシリーズとSOHC6気筒2226ccのEシリーズが選択可能で、いずれにも4速マニュアルまたは3速オートマチックが選択出来た。グレードは1800/1800HL/2200HLがあったが、ウーズレーは2200ccのモノグレードであった。

## プリンセス(1975年9月-1978年)
デビュー僅か6ヵ月後、オースチン・モーリス・ウーズレーの区別は廃止され、このシリーズは単に「プリンセス」と呼ばれることになった。プリンセスという名称はオースチンが1947年から1956年まで、そしてヴァンデン・プラが引き続き1968年まで生産した大型乗用車に因んだものである。この車名変更によって1905年以来の「ウーズレー」ブランドは消滅し、旧ウーズレーに準じた内装を持つ「2200HLS」が追加された。外装は2200が旧オースチンの異形角型ヘッドライト、1800が旧モーリスの丸型4灯式を持つフロントグリルを継承した。

## プリンセス2(1978年9月-1978年)
1978年7月にはマイナーチェンジを受け、プリンセス2と呼ばれることとなった。最大の変更点は4気筒モデルのエンジンが新しいOシリーズSOHC1695ccと1993ccの二本立てに変更されたことであった。プリンセス2は1981年11月まで生産され、グレードは.1700L/HL/HLS、2000HL/HLS、2200HL/HLSがあった。
なお、オーストラリアとニュージーランドでは1975年以降もオースチンブランドを用い、「オースチン・プリンセス」としてノックダウン生産されていた。

## オースチン・アンバサダー(1982年-1984年)
プリンセスは1982年モデルとして「オースチン・アンバサダー」として大規模なマイナーチェンジを受けて再登場した。4枚のドアを除くボディ外板は一新され、テールゲートが与えられた。デザイン的にはサイドウィンドーが6ライト化され、車体前後のデザインのアンバランスも改良された。しかし今度は同じ社内のローバー・SD1の2300/2600ccモデルと競合するようになり、イギリス国内専用車種として2年間だけ生産されて、1984年に消滅した。
従来通りL・HL・HLSの3グレードがあったが、HLSは後に「ヴァンデン・プラ」に名称変更された。6気筒モデルは落とされて、1700/2000の4気筒のみとなり、後者の上級モデルにはツインキャブレター付きエンジンが組み合わせられた。

## ギャラリー

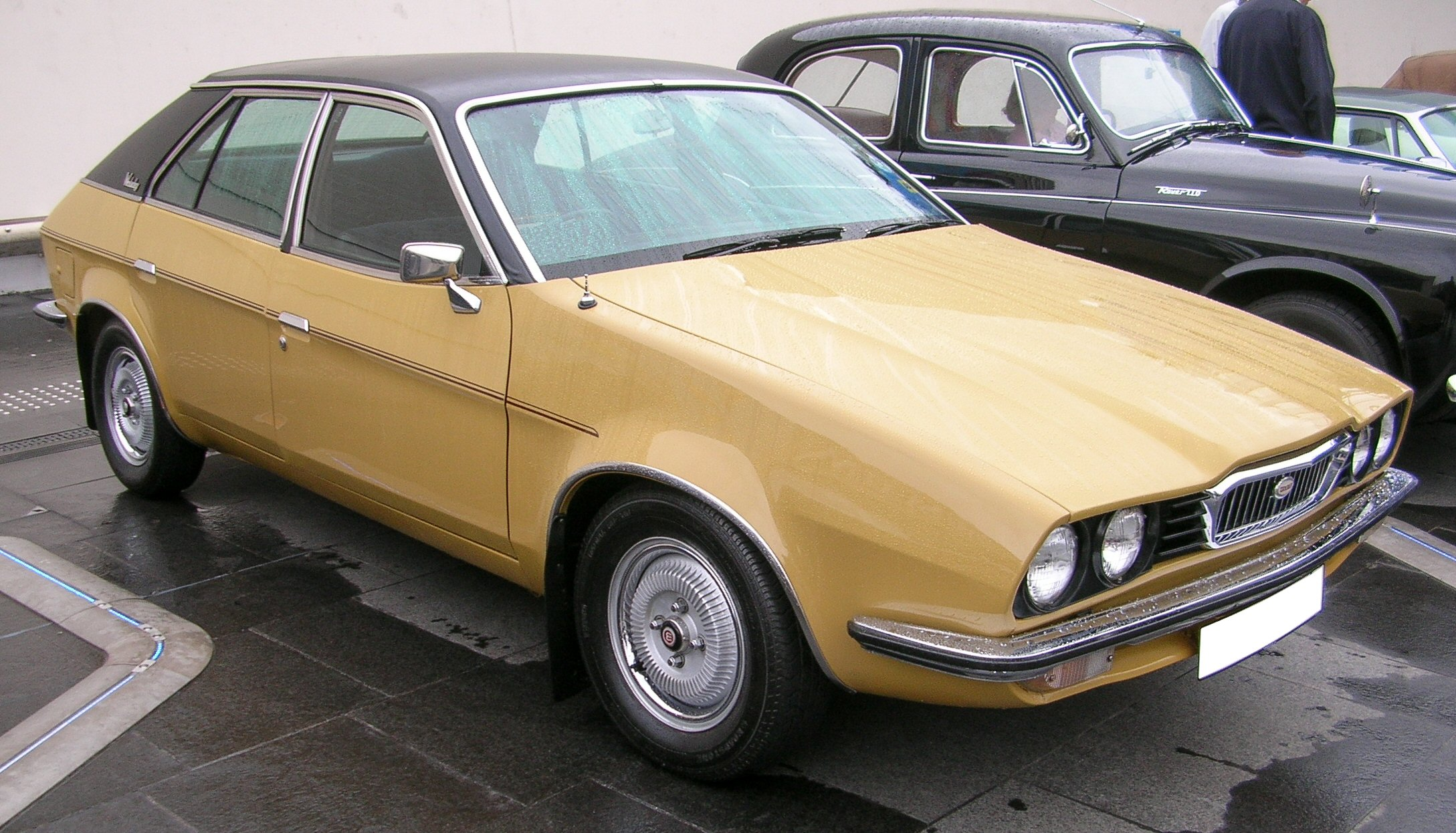
1975年ウーズレー
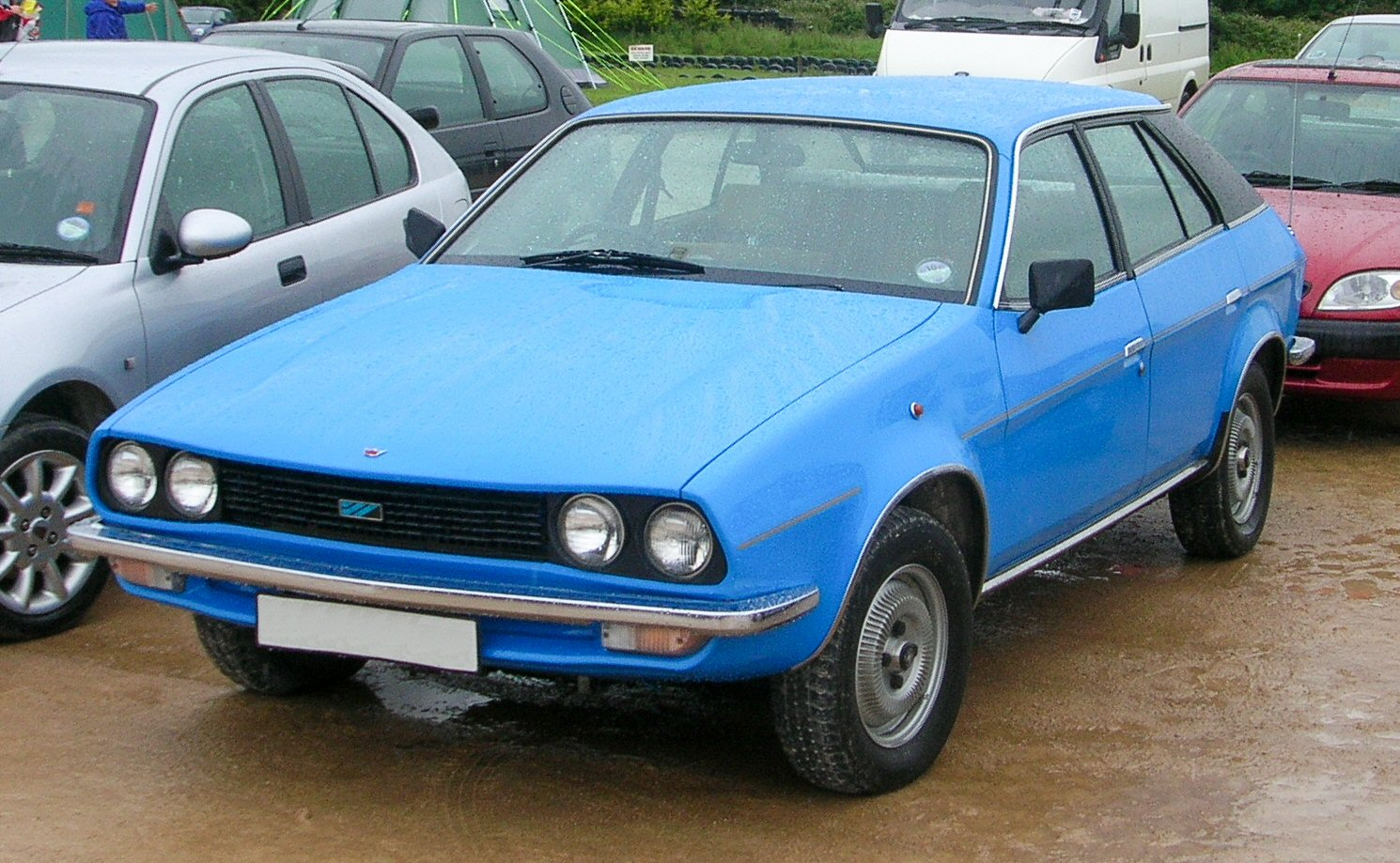
1979年プリンセス2・HL
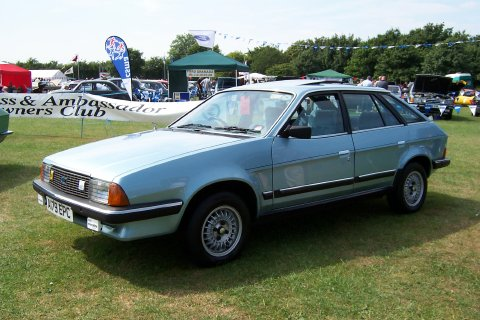
オースチン･アンバサダー
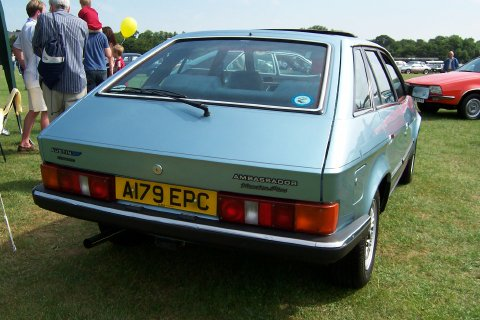
アンバサダーのリアビュー